# Nylon 6

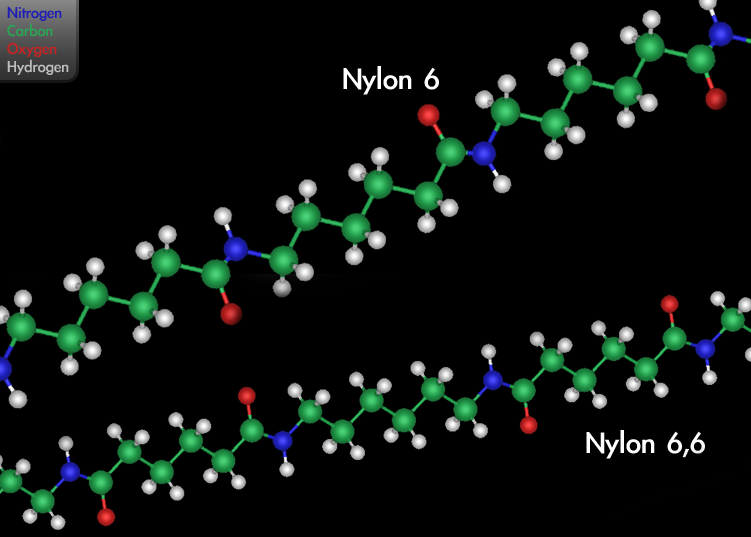
Nylon 6

O Nylon 6 ou policaprolactama é um polímero com unidades repetidas do ácido 6-aminohexanoico, que resulta em uma poliamida semicristalina.
Diferentemente da maioria dos outros nylons, o nylon 6 não é um polímero de condensação, mas é formado por polimerização de abertura de anel; isso o torna um caso especial na comparação entre polímeros de condensação e adição. 
O polímero foi desenvolvido por Paul Schlack na IG Farben para reproduzir as propriedades do nylon 6,6 sem violar a patente de sua produção.  É vendido sob vários nomes comerciais, incluindo Perlon (Alemanha), Nylatron, Capron, Ultramid, Akulon, Kapron e Durethan.

## Síntese
O nylon 6 é sintetizado por polimerização de abertura de anel de caprolactama, e o nome vem da unidade repetida (mero), que é formada por  6 carbonos. 

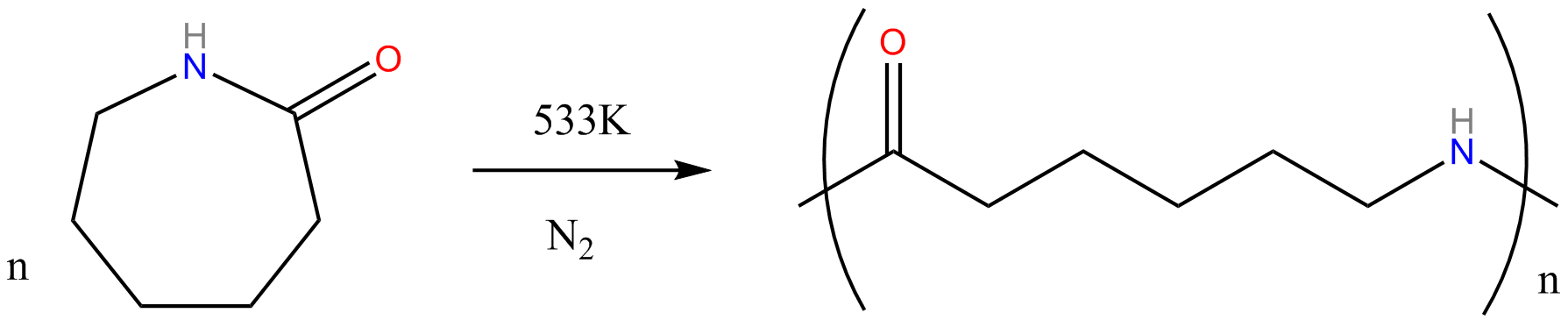
polimerização da caprolactama

Quando a caprolactama é aquecida a 533 K (250 C) em uma atmosfera inerte de nitrogênio por cerca de 4-5 horas, o anel abre e polimeriza. A formação de fibras é resultado da passagem da massa derretida é passada através de fieiras para formar fibras de nylon 6.
O nylon 6 pode ser modificado usando comonômeros ou estabilizadores durante a polimerização para introduzir novos grupos funcionais ou finais da cadeia, o que altera a reatividade e as propriedades químicas. Isso geralmente é feito para alterar sua capacidade de coloração ou retardamento da chama.

## Propriedades
As fibras de nylon 6 são resistentes e possuem alta resistência à tração, além de elasticidade e brilho. Eles são à prova de amassamento e altamente resistentes à abrasão e produtos químicos, como ácidos e álcalis. As fibras podem absorver até 2,4% de água, embora isso diminua a resistência à tração. A temperatura de transição vítrea do Nylon 6 é de 47 ° C.
Como fibra sintética, o Nylon 6 geralmente é branco, mas pode ser tingido em um banho de solução antes da produção para obter resultados de cores diferentes. Sua tenacidade está entre 6 e 8,5 gm / den com uma densidade de 1,14 gm / cc. Seu ponto de fusão é de 215 ° C e pode proteger o calor até 150 ° C, em média. [3]

## Biodegradação
Flavobacterium sp. e Pseudomonas sp. (NK87) degradam oligômeros de nylon 6, mas não polímeros. Certas linhagens de fungos por podridão branca também podem degradar o Nylon 6 por oxidação. Comparado aos poliésteres alifáticos, o Nylon 6 apresenta baixa biodegradabilidade. Fortes interações entre cadeias de ligações de hidrogênio entre cadeias moleculares de nylon são consideradas a causa de algumas fontes. 

## Produção na Europa
O nylon 6 é usado na indústria automotiva, indústria de aeronaves, indústria eletrônica e eletrotécnica, indústria de vestuário A demanda anual por poliamidas na Europa é de um milhão toneladas. Eles são produzidos por todas as principais empresas químicas.
Os maiores produtores de poliamida 6 da Europa: 
1. BASF - 240.000 toneladas por ano
2. Lanxess - 170.000 toneladas por ano
3. Radici - 125.000 toneladas por ano
4. DOMO - 100.000 toneladas por ano
5. Grupa Azoty - 100.000 toneladas por ano 